# Renminbi
Renminbi (kineski: 人民币 [rénmínbì] = "narodna valuta") valuta je kontinentalnog dijela Narodne Republike Kine, čija je glavna jedinica juan (kineski 元 [yuán]), podijeljena na grupe od 10 jiaa (角), kojeg sačinjavaju 10 fena (分).

## Vanjske poveznice
- Heiko Otto (ur.). Juan Renminbi (novčanice) 1953-2019 (njemački, engleski, i francuski). Pristupljeno 23. listopada 2019. (njem.) (engl.) (fr.)
- Heiko Otto (ur.). Juan FEC (devizni certifikati) 1980-1994 (njemački, engleski, i francuski) (njem.) (engl.) (fr.)